# Tizoc
Tizoc was van 1481 tot 1486 de hueyi tlahtoani (leider) van het Azteekse Rijk. Hij was een zwak leider; onder zijn regering kwamen de Huaxteken in opstand. In 1486 werd hij vergiftigd. Hij werd opgevolgd door Ahuitzotl.

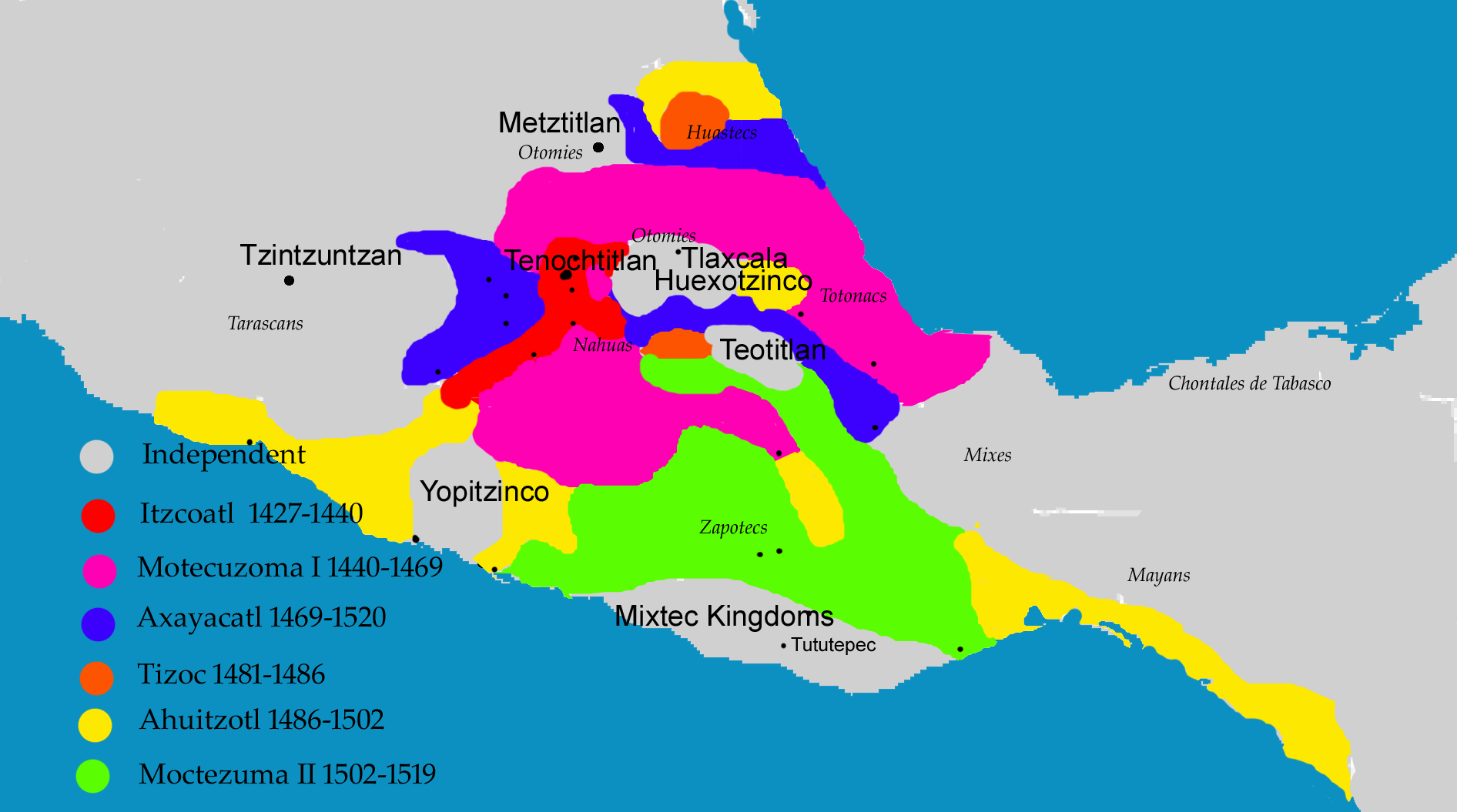
Kaart van de uitbreiding van het Azteekse rijk door de eeuwen heen.